# Ceratolejeunea inflata
Ceratolejeunea inflata là một loài Rêu trong họ Lejeuneaceae. Loài này được Mizut. mô tả khoa học đầu tiên năm 1981.